# Kacchijský sloup
Kacchijský sloup (gruzínsky კაცხის სვეტი, kac'xis svet'i) je solitérní vápencový útes v Gruzii. Nachází se u vesnice Kacchi v imeretském okrese Čiatura. Dosahuje výšky 40 metrů a plošina na vrcholu má rozlohu 150 m².
Sloup byl uctíván již v předkřesťanských dobách a byl spojen s kultem plodnosti. Později se stal symbolem Svatého Kříže, na skalní stěně je dosud k vědění bolniský kříž, který byl vytesán v 5. století. Na vrcholu útesu byl ve středověku postaven kamenný klášter, opuštěný v době osmanského vpádu do Gruzie. V osmnáctém století místo navštívil princ Vachušti Bagrationi a zmínil ve svém cestopise o trosky kláštera. První moderní výstup na skálu uskutečnil až v roce 1944 Alexandr Džaparidze. 
V devadesátých letech se na vrcholu usadil poustevník Maxim Kavtaradze a navzdory obtížné dostupnosti se místo stalo cílem mnoha poutníků. Pak zde provedlo Gruzínské národní muzeum archeologický průzkum, při němž byly objeveny nápisy ve starobylém písmu asomtavruli, a v roce 2009 byl klášter obnoven. Je zasvěcen Maximu Vyznavači a chráněn jako kulturní památka. Patří k němu kostel, krypta, mnišské cely a vinný sklep. Na útes je možno vystoupit po žebříku, jeho návštěva je povolena pouze mužům. U paty monolitu se nachází další kostel, zasvěcený Šimonu Stylitovi.